# De dreye Claveren
- | De dreye Claveren                               | De dreye Claveren             | De dreye Claveren    |
| ----------------------------------------------- | ----------------------------- | -------------------- |
| De dreye Claveren                               |                               |                      |
| De dreye Claveren                               |                               |                      |
| Locatie                                         |                               |                      |
| Locatie                                         | Vrouwenregt 2 Delft           | Vrouwenregt 2 Delft  |
| Adres                                           | Vrouwenregt 2                 | Vrouwenregt 2        |
| Coördinaten                                     | 52° 1′ NB, 4° 22′ OL          | 52° 1′ NB, 4° 22′ OL |
| Status en tijdlijn                              |                               |                      |
| Oorspr. functie                                 | Woonhuis                      | Woonhuis             |
| Erkenning                                       |                               |                      |
| Monumentstatus                                  | rijksmonument                 | rijksmonument        |
| Monumentnummer                                  | 12245                         | 12245                |
| Detailkaart                                     |                               |                      |
| De dreye Claveren (Centrum) · De dreye Claveren |                               |                      |
| Lijst van rijksmonumenten in Delft              |                               |                      |
| Portaal Civiele techniek en bouwkunde           |                               |                      |
| Portaal                                         | Civiele techniek en bouwkunde |                      |

De dreye Claveren is een woonhuis in het centrum van de stad Delft, in de Nederlandse provincie Zuid-Holland. Het pand is een rijksmonument.
Het pand heeft een brede trapgevel uit het eerste kwart van de 17e eeuw met natuurstenen hoekblokken en boven de zoldervensters geblokte ontlastingsbogen. Wat het gebouw herkenbaar maakt zijn de vele muurankers. 

## Galerij

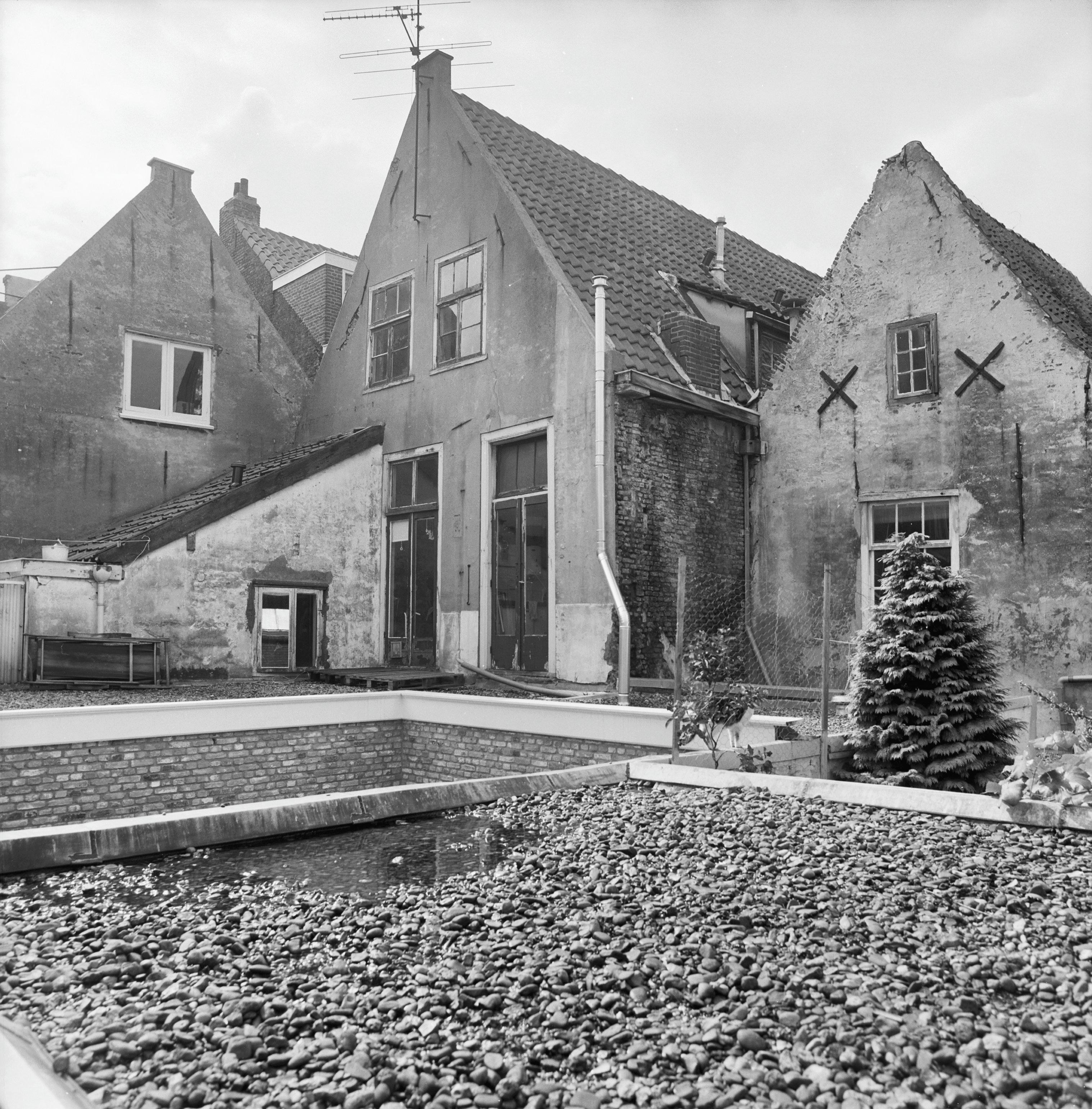
De achtergevel
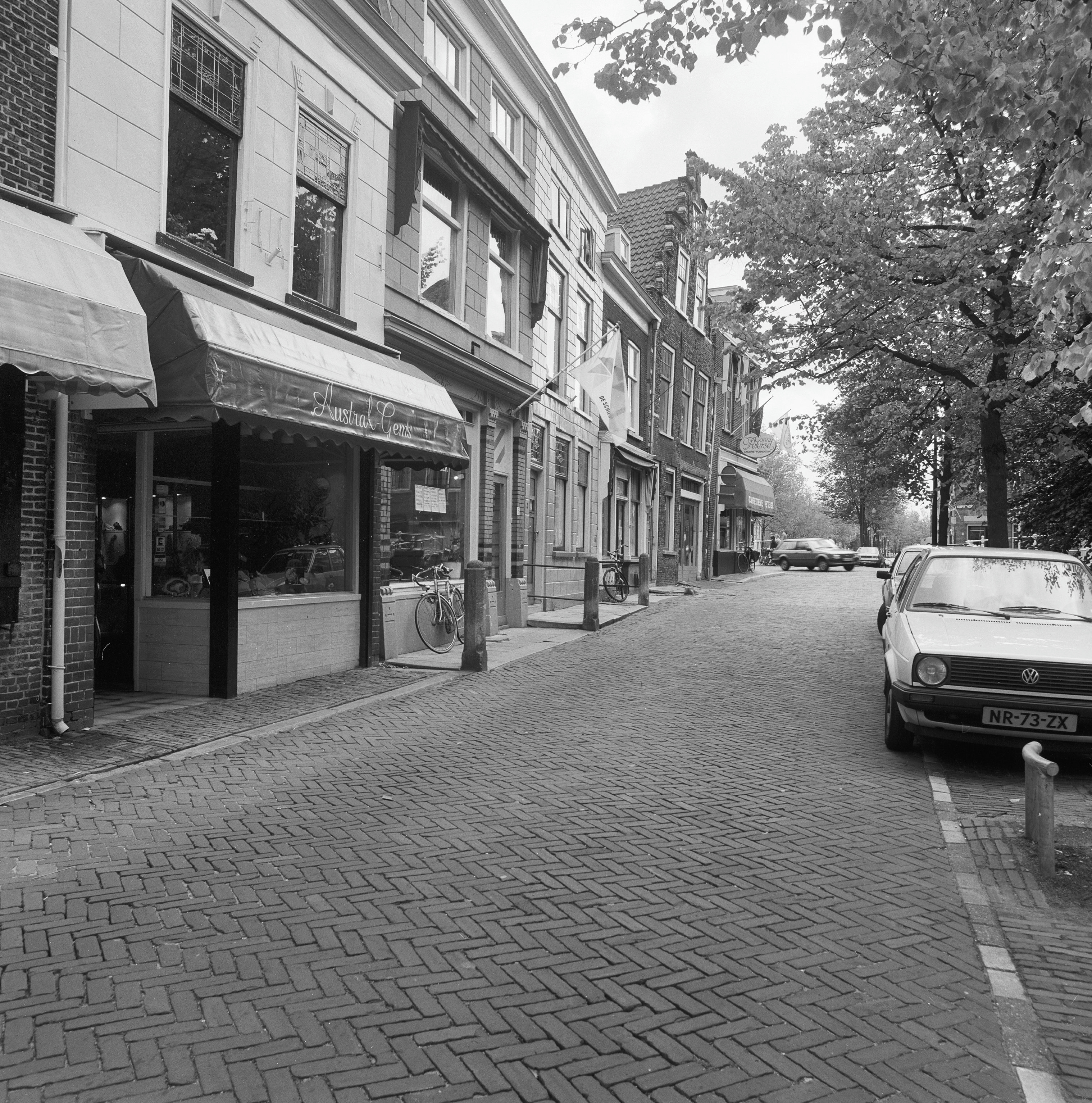
Overzicht
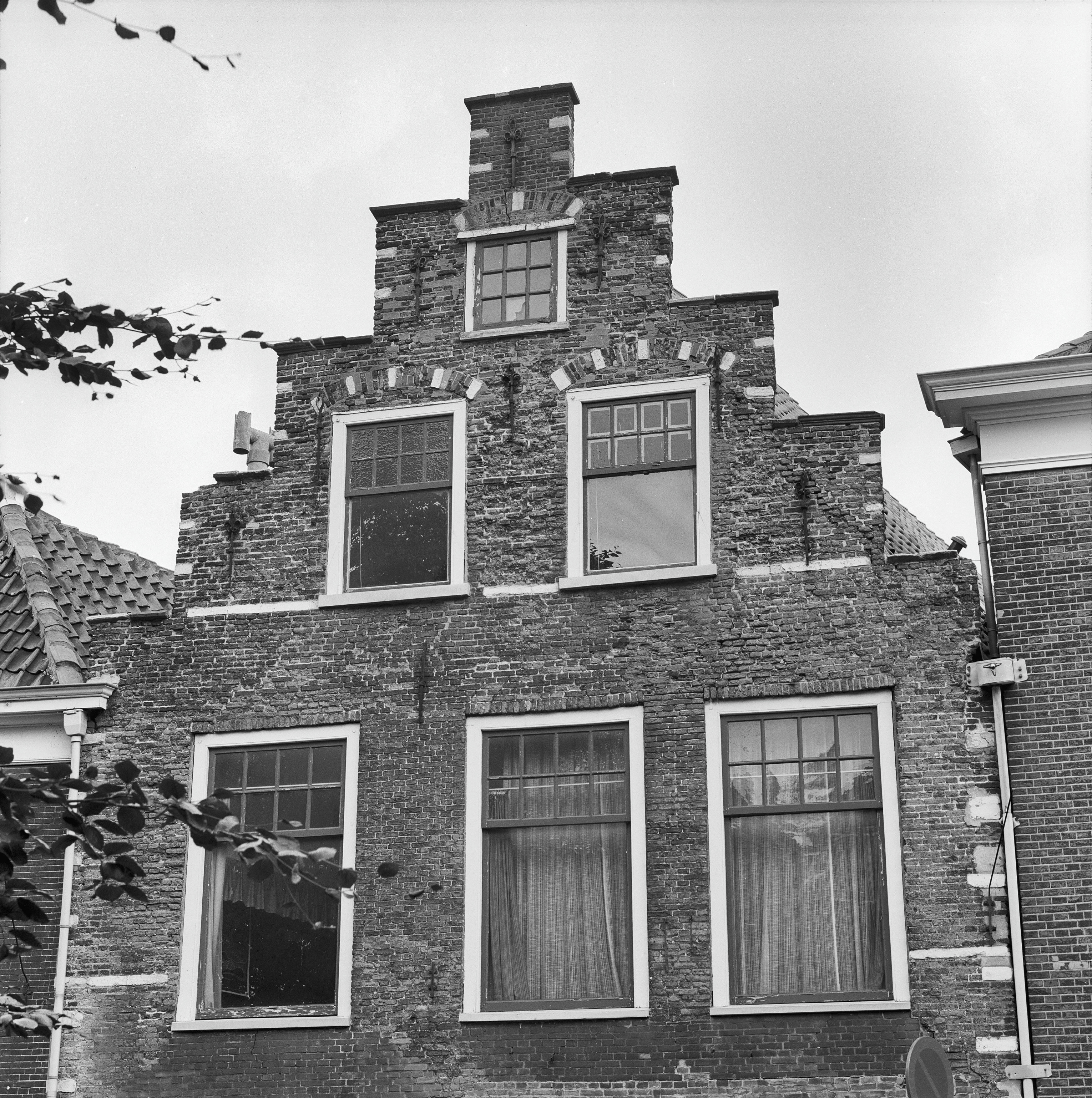
Voorgevel